# Olney (Maryland)
Olney es un lugar designado por el censo ubicado en el condado de Montgomery en el estado estadounidense de Maryland. En el año 2010 tenía una población de 33844 habitantes y una densidad poblacional de 1.004,27 personas por km².

## Geografía
Olney se encuentra en el condado de Montgomery de Maryland.

## Demografía
Según la Oficina del Censo en 2000 los ingresos medios por hogar en la localidad eran de $94.818 y los ingresos medios por familia eran $100.717. Los hombres tenían unos ingresos medios de $69.911 frente a los $45.818 para las mujeres. La renta per cápita para la localidad era de $35.267. Alrededor del 2,6% de la población estaba por debajo del umbral de pobreza.